# Гутты

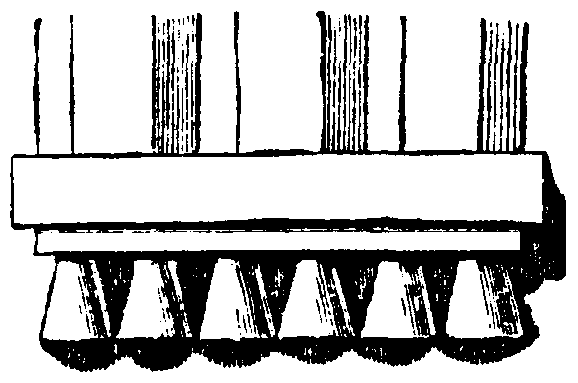
Гутты

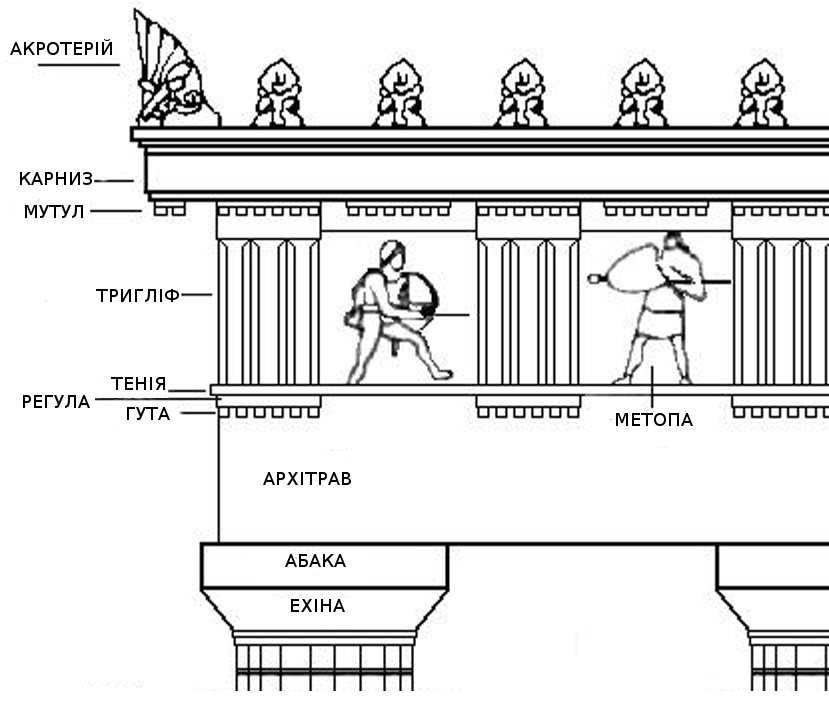
Схема дорического антаблемента с обозначением гутт

Гутты (лат. guttaе — капля) — в классической архитектуре  — выступы в форме усечённых конусов, оформляющие нижние плоскости мутул — выносных плит карниза здания. Мутулы характерны для дорического ордера древнегреческой архитектуры и находятся над каждым триглифом фриза и между триглифами (над метопами). Гутты располагаются на их нижней плоскости тремя параллельными рядами по шести капель в каждом (в архаических постройках по три капли в трёх рядах). Другие гутты находятся под тенией (полочкой) и регулой (линейкой) триглифов (обычно числом шесть).
В Древней Греции «капельниками» (μια σταγόνα) называли небольшие керамические сосуды на ножке с длинным коническим носиком, предназначенные для наливания масла в светильники и для кормления младенцев молоком. Считается, что древнеримский архитектор Витрувий объяснил гутты, ссылаясь на несохранившиеся древнегреческие источники, изображениями капель воды (guttaе), свисающих с карниза после дождя, хотя прямого указания на это в его трактате нет (Десять книг о зодчестве; Книга четвёртая, глава третья). Эта и многие другие метафоры послужили основой так называемой органической теории происхождения некоторых деталей античной архитектуры, несмотря на позднейшие латинские названия большинства из них. В эпоху итальянского Возрождения архитектор и теоретик Леон Баттиста Альберти в знаменитом трактате «Десять книг о зодчестве» предположил, что гутты повторяют в камне гвозди — нагели древнейшей деревянной конструкции. Это особенно справедливо в отношении гуттов, находящихся под триглифами. Они действительно похожи на клинья, поддерживающие регулу триглифов. Тем не менее и «технологическая» теория происхождения деталей ордера вызывает споры до настоящего времени.